# 녹색연합
녹색연합(綠色聯合, Green Korea United)은 1991년 6월 6일 창립한 대한민국의 환경운동단체이다. 법인격은 사단법인이다.
녹색연합이 폭로한 '미군 한강독극물(포름알데히드) 방류사건 (2000년 2월)'은 영화 《괴물》의 배경이 되기도 했다.
월간 <작은것이 아름답다>와 회원 소식지 <녹색희망>을 정기 발행하고 있으며, <자연을 담은 소박한 밥상> 등의 친환경생활 관련 서적을 출간하고 있다. 아울러 <종이 안쓰는 날(No Paper Day)>, <지구를 위한 한시간(Earth Hour)>, <아무것도 사지 않는 날(Buy Nothing Day)> 등의 환경 캠페인을 펼치고 있다.

## 재정
NGO의 독립성을 지키기 위해 정부 지원금은 받지 않는다. 기업 후원의 경우에도 단체 정신에 반하는 기업에게는 후원을 받지 않는다.
2023년 회계 결산에 따르면 수입 25억 가량의 절반 정도를 회원의 정기 후원으로 충당하고 있다. 수입의 나머지 절반도 대부분 개인과 기업의 비정기 기부금이다.
2023년 지출 21여억원 중 가장 큰 비중을 차지하는 사업은 기후변화대응 운동이다. 모금 비용은 지출의 약 12%로 보고하고 있는데 그린피스 서울사무소가 24%을 모금과 회원관리에 사용하였다고 보고한 것 대비 절반 수준이다.